# Euphyia venustatis
Euphyia venustatis är en fjärilsart som beskrevs av John Tenison Salmon 1946. Euphyia venustatis ingår i släktet Euphyia och familjen mätare. Inga underarter finns listade i Catalogue of Life.